# Fosh
Pour l'espèce de Star Wars, voir fosh.

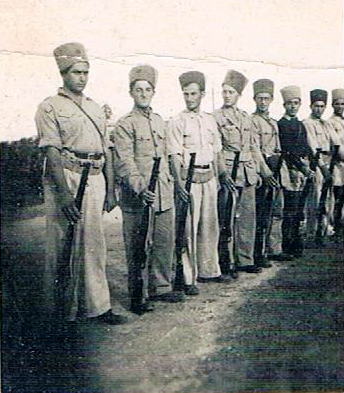
Le Fosh à Kfar Bilou en 1938

Le Fosh ou Posh (פו"ש, acronyme de Plugot Sadeh, פלוגות השדה, hébreu, littéralement « Compagnie de terrain ») était une unité commando juive d’élite fondée en 1937 durant la Grande Révolte arabe de 1936-1939 pour protéger les colonies juives, dans le cadre de la Haganah, avec l'approbation des Anglais. 
Leur but est de protéger les établissements juifs (colonies, fermes, kibboutzim) des bandes arabes qui les attaquent pendant les émeutes. Les unités locales ont été établies dans plusieurs endroits en Palestine mandataire. Les unités locales établies par la suite, qui maillent le territoire de l'état d'Israël, comprenant des unités de garde mobiles et nomades, ont été précédées par Fosh.
Les unités de Fosh ont été pionnières pour « sortir de la clôture » - se lancer dans les zones ouvertes et les champs, au-delà des clôtures en fers barbelés des colonies, pour surprendre les assaillants et patrouiller dans les villages arabes afin de localiser et d'endommager les bases des attaquants.
En mars 1938, le Fosh était devenu une puissance militaire, composé de 1 500 combattants entraînés et répartis en 13 unités régionales sous le commandement de Yitzhak Sadeh, commandant de la police juive mandataire, le Notrim, et Eliyahou Ben Hour. Il a participé à l’opération Hanita Aliyah (du nom du kibboutz Hanita créé à l'occasion), le 21 mars 1938, qui était l’une des plus importantes opérations de peuplement de la région, implantant des pionniers dans une nouvelle zone difficile sur la frontière montagneuse avec le Liban. Les unités du Fosh ont opéré simultanément de nuit sur plusieurs lieux choisis.
En 1939, les compagnies de terrain ont été dissoutes et certains de leurs membres ont été attachés à la garde mobile. La "Force de terrain", le Hish, créé à la suite reprend la structure et la base de Fosh, en tant que force militaire formée et organisée pour une défense mobile et bien entraînée des colonies juives.

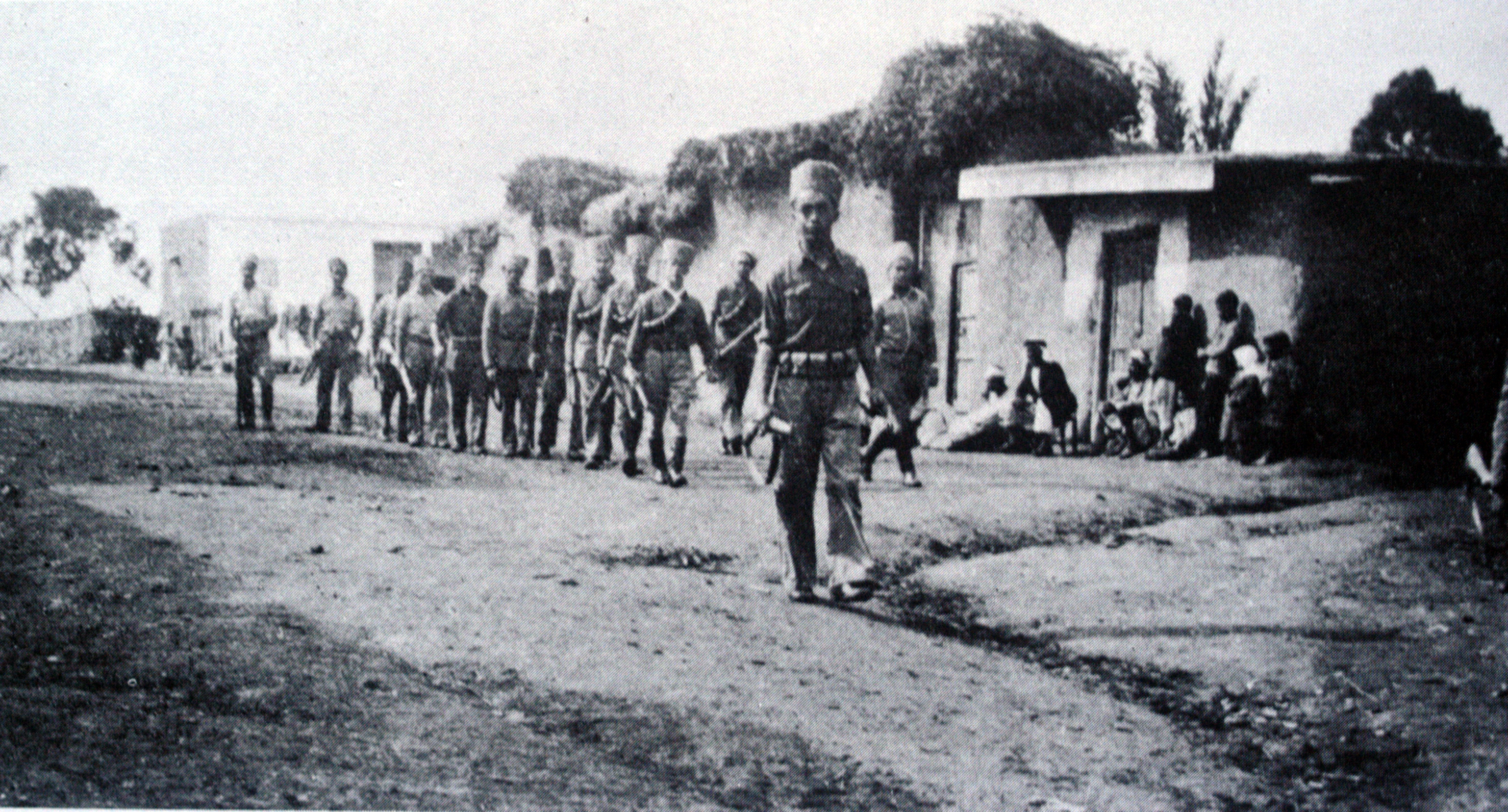
Une unité de Fosh en patrouille dans le village de Yassour près de Beer-Touvia en 1938.